# ユーコン川

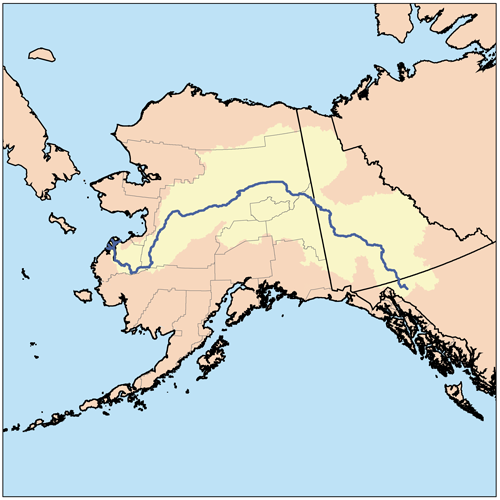
流域

ユーコン川（ユーコンがわ、英: Yukon River）は、カナダのユーコン準州とアメリカ合衆国のアラスカ州を流れてベーリング海に注いでいる河川。「ユーコン」はグウィッチン語で「白い水の川」という意味で、氷河によって削られた岩盤が混じって川の水が白濁する現象を表している。

## 地理
ユーコン川の源流は、カナダのブリティッシュコロンビア州アトリン湖南のルウェリン氷河である。ルウェリン氷河は北緯59度05分00秒、西経134度05分00秒に位置する。ルウェリン氷河は、付近の標高の高い場所に降り積もった雪が、万年雪や氷となり、これが固体のままで流れ出して氷河となったものである。ただしリンデマン湖という説もある。アトリン湖はタギッシュ湖（Tagish Lake）に注ぐ。リンデマン湖もベネット湖（Bennett Lake）を経由しタギッシュ湖へ注ぐ。タギッシュ湖はマーシュ湖（Marsh Lake）へ注ぐ。マーシュ湖の北端からユーコン川と呼ばれるようになり、ラバージュ湖（Lake Laberge）へ注ぐ。それから北西に流れ、途中で南西に向きを変えベーリング海へ注ぐ。河口では三角州を形成する。ユーコン川水系に属する湖は他にクサワ湖、クルーン湖がある。

## 流域の都市
流域にはホワイトホース、ドーソン、サークル、フォートユーコン、ルビー、ヌラト、ホリークロス、ビーバー、などがある。なお、これらのうちユーコン川の河口から約2250kmほどさかのぼった場所にあるドーソンまでは、川が氷結する期間を除いて、船舶の航行が可能である。

## 支流
- カイヤカク川（英語版）
- タナナ川
- ポーキュパイン川（英語版）
- ホワイト川 (ユーコン川水系)（英語版）